# Alanna: det första äventyret
Alanna - det första äventyret är den första delen av fyra i serien Lejoninnans sång, skriven av den amerikanska fantasyförfattaren Tamora Pierce.

## Handling
Boken utspelar sig i det fiktiva landet Tortall, där vi får följa Alanna av Trebond, en flicka vars högsta önskan är att få bli riddare. Hennes föräldrar har andra önskningar, och bestämmer att Alanna ska skickas till ett tempel för att lära sig unga damers seder medan hennes tvillingbror Thom måste träna till riddare: båda syskonens värsta mardröm. De beslutar därför att byta plats; Alanna reser till huvudstaden förklädd till pojke och Thom till templet, som även tar emot pojkar, för att bli magiker.
Boken handlar om Alannas kamp för att klara sig vid hovet utan att låta någon lägga märke till att hon är en kvinna, det sociala livet och träningen bland pagerna och Alannas många äventyr.